# Jeremy Reed (escritor)
Jeremy Reed (Jersey, Islas del Canal, 1951) es un escritor, poeta y crítico británico. Ha destacado por su prolífica producción de novelas, biografías y poesía, habiendo sido alabado por figuras como J.G. Ballard y Lawrence Ferlinghetti.
Entre sus influencias se encuentran Rimbaud, Artaud, Genet, J.G. Ballard e Iain Sinclair. Ha trabajado con Stephen Barber y es publicado principalmente por Creation Books y Peter Owen. Sus críticas de arte aparecen, por ejemplo, en Cornermag.